# Djigoué
Pour le département, voir Djigoué (département).
Djigoué est une commune rurale et le chef-lieu du département de Djigoué situé dans la province du Poni de la région Sud-Ouest au Burkina Faso.

## Géographie
Djigoué est situé à environ 80 km au sud-est de Gaoua, la métropole régionale, et à 15 km au nord de la frontière ivoirienne.

## Santé et éducation
Djigoué accueille un centre de santé et de promotion sociale (CSPS) tandis que le centre médical avec antenne chirurgicale (CMA) de la province se trouve à Gaoua.